# Робін Центнер
Робін Центнер (нім. Robin Zentner, нар. 28 жовтня 1994, Рюдесгайм-ам-Райн) — німецький футболіст, воротар клубу «Майнц 05».

## Ігрова кар'єра
Народився 28 жовтня 1994 року в місті Рюдесгайм-ам-Райн. Вихованець футбольної школи клубу «Майнц 05».
З 2012 року почав виступати за другу команду рідного клубу, в якій провів три сезони, взявши участь у 38 матчах чемпіонату. 
Протягом 2015–2017 років на правах оренди захищав кольори третьолігового «Гольштайна».
Повернувшись з оренди, 2017 року був заявлений за головну команду рідного «Майнц 05», де, утім, спочатку був резервним воротарем. Стабільно виходити у стартовому складі команди почав по ходу сезону 2019/2020.